# Mário Sérgio (football, 1981)
Mário Sérgio Leal Nogueira est un footballeur portugais né le 28 juillet 1981 à Paredes.

## Biographie
Cet arrière droit a reçu 16 sélections en équipe du Portugal des moins de 21 ans entre 2002 et 2004.
Il a par ailleurs été finaliste de la Coupe de l'UEFA en 2005 avec le club du Sporting Portugal, en ne jouant toutefois qu'un seul match durant le tournoi.

## Palmarès
APOEL Nicosie
- Championnat de Chypre en 2013, 2014, 2015, 2016 et 2017.
- Vainqueur de la Coupe de Chypre en 2014 et 2015.
- Vainqueur de la Supercoupe de Chypre en 2013.

 Sporting Portugal
- Finaliste de la Coupe UEFA en 2005.

 Apollon Limassol
- Vainqueur de la Coupe de Chypre en 2017